# Sicya sublimaria
Sicya sublimaria är en fjärilsart som beskrevs av Achille Guenée 1858. Sicya sublimaria ingår i släktet Sicya och familjen mätare. Inga underarter finns listade i Catalogue of Life.